# Calomyscus bailwardi
Calomyscus bailwardi là một loài động vật có vú trong họ Calomyscidae, bộ Gặm nhấm. Loài này được Thomas mô tả năm 1905.